# Štefanovce (district de Prešov)
Pour les articles homonymes, voir Štefanovce.
Štefanovce est un village de Slovaquie situé dans la région de Prešov.

## Histoire
La première mention écrite du village date de 1331[réf. nécessaire].

## Démographie

### Évolution de la population
| Année:               | 1994. | 2004.    | 2014.   | 2024.   |
| -------------------- | ----- | -------- | ------- | ------- |
| Nombre de personnes: | 194   | 224      | 210     | 207     |
| Différence:          |       | +15,46 % | -6,25 % | -1,42 % |

| Année:               | 2023. | 2024.  |
| -------------------- | ----- | ------ |
| Nombre de personnes: | 200   | 207    |
| Différence:          |       | +3,5 % |